# Prix Emil von Behring

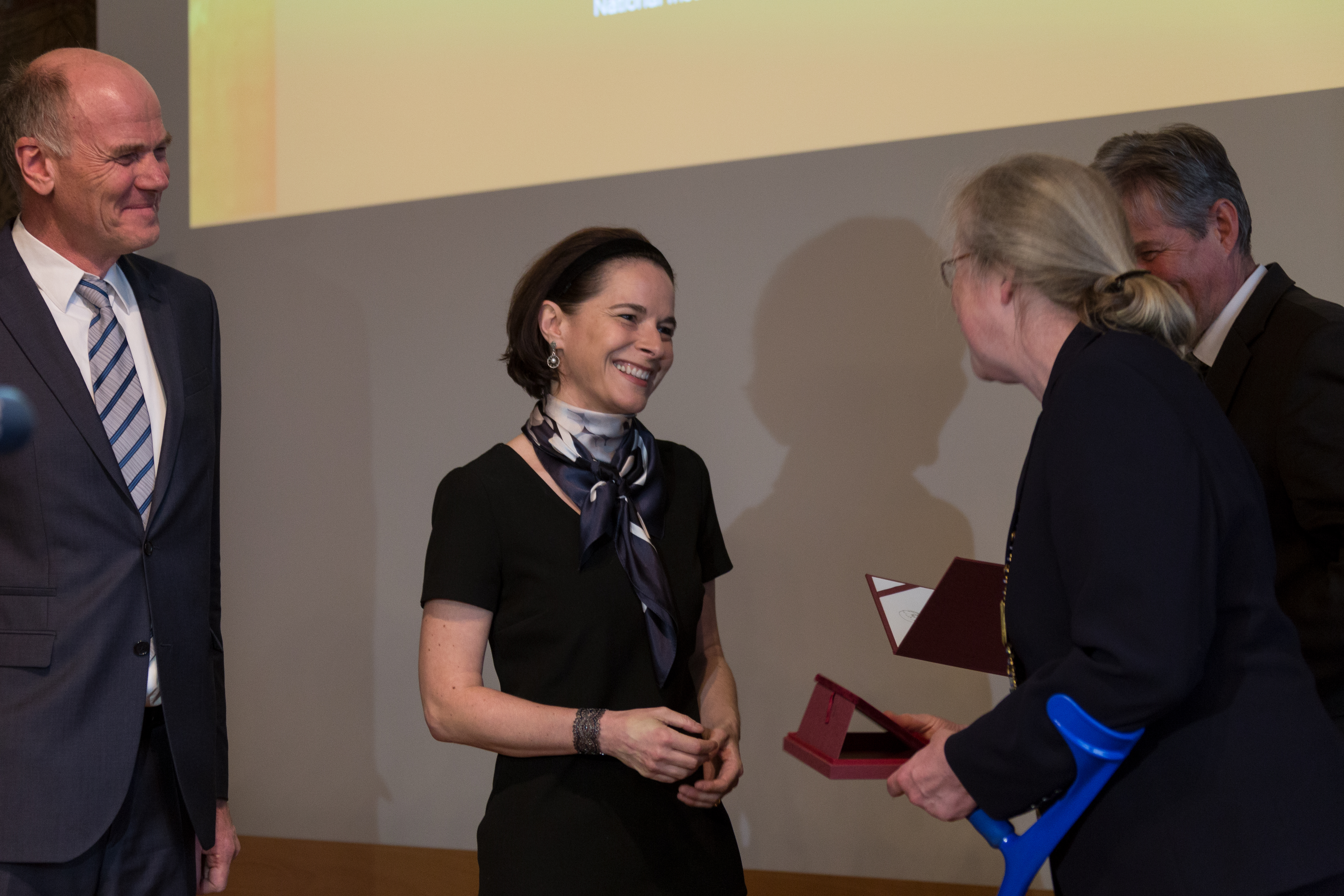
Preisverleihung 2017.
V.r.n.l.: Ulrich Steinhoff - Yasmine Belkaid - Katharina Krause - Jochen Reutter (gsk)

Le prix Emil von Behring de l'université de Marbourg, qui tient son nom d'Emil von Behring, premier lauréat du prix Nobel de physiologie ou médecine, est l'un des prix scientifiques allemands les plus importants. Il est décerné tous les deux ans depuis 1942. Doté d'un montant de 25 000 euros, le prix Emil von Behring consiste en une médaille avec un portrait du célèbre médecin. Le prix est financé par la société Novartis Behring.
En vertu des statuts, le prix est attribué aux scientifiques qui se sont distingués dans les domaines médical, vétérinaire et scientifique. En mémoire d'Emil von Behring, doivent ainsi être distingués les savants qui travaillent dans les domaines de l'immunologie et de la lutte contre les infections.

## Liste des lauréats
| - 1942 : Paul Uhlenhuth - 1944 : Richard Kuhn - 1948 : Hans Schmidt - 1950 : Gaston Ramon - 1952 : Frank Macfarlane Burnet - 1954 : Michael Heidelberger - 1956 : Hans Kleinschmidt - 1958 : Pierre Grabar - 1960 : Fritz Kaudewitz - 1962 : Werner Schäfer - 1964 : Otto Westphal - 1966 : Albert Hewett Coons - 1968 : Milan Hašek - 1970 : Gustav Nossal - 1972 : Michael Sela - 1974 : George Klein - 1976 : Hans J. Müller-Eberhard - 1978 : Peter Perlmann | - 1980 : Tomio Tada - 1982 : Robert Huber - 1984 : René Germanier - 1986 : Friedrich Deinhardt - 1988 : Tak Wah Mak - 1990 : Greg Winter - 1992 : Don Craig Wiley - 1994 : Shigekazu Nagata - 1996 : Ralph M. Steinman - 1998 : Marco Baggiolini - 2000 : Volker ter Meulen - 2002 : Georg Friedrich Melchers - 2004 : Ruslan Medzhitov - 2006 : Werner Goebel et : Gerhard Gottschalk - 2008 : Klaus Rajewsky - 2010 : Hans-Dieter Klenk - 2014 : Stewart T. Cole - 2017 : Yasmine Belkaid - 2021 : Andreas Peschel - 2023 : Elisabeth Campbell |

## Source de la traduction
- (de) Cet article est partiellement ou en totalité issu de l’article de Wikipédia en allemand intitulé « Emil-von-Behring-Preis » (voir la liste des auteurs).